# Z (映画)
『Z』は、1969年のアルジェリア/フランス共同制作映画。1963年に軍事政権が全ての権利を掌握していた王制下のギリシャで起きた自由&平和主義者グリゴリス・ランブラキス暗殺事件をモデルとしたヴァシリス・ヴァシリコスによる同名の小説（1966年刊行）を、コスタ＝ガヴラス監督が映画化したもの。
『告白』、『戒厳令』と共にガヴラス監督の「三部作」といわれている。
タイトルの『Z』は、ギリシャ語の「Ζει」に由来する。「彼（ランブラキス）は生きている」を意味するこの言葉は、ギリシャにおける政治的な抗議のためのスローガンであった。
スティーヴン・ジェイ・シュナイダーの『死ぬまでに観たい映画1001本』に掲載されている。

## あらすじ
舞台は、東地中海沿岸に位置する軍事政権下の架空の国。左派を率いる国会議員Z氏が暴漢によって暗殺される。調査に乗り出した予審判事は陰謀を探り出す。

## キャスト
| 役名              | 俳優                           | 日本語吹替                               |
| 役名              | 俳優                           | TBS版                                    |
| ----------------- | ------------------------------ | ---------------------------------------- |
| 予審判事          | ジャン＝ルイ・トランティニャン | 西沢利明                                 |
| Z氏               | イヴ・モンタン                 | 黒沢良                                   |
| エレーヌ(Z氏の妻) | イレーネ・パパス               | 木村有里                                 |
| 長官              | ピエール・デュ                 | 大木民夫                                 |
| 新聞記者          | ジャック・ペラン               | 古川登志夫                               |
| マニュエル        | シャルル・デネール             | 安原義人                                 |
| 検察官            | フランソワ・ペリエ             | 西村知道                                 |
| ニック            | ジョルジョ・ジュレ             |                                          |
| マット            | ベルナール・フレッソン         | 中田浩二                                 |
| バーゴ            | マルセル・ボズフィ             | 飯塚昭三                                 |
| 次官              | ジュリアン・ギオマール         | 鎗田順吉                                 |
| ヤーゴ            | レナート・サルヴァトーリ       | 広瀬正志                                 |
| ピルー            | ジャン・ブィーズ               | 嶋俊介                                   |
| バロネ            | ジェラール・ダリュー           | 雨森雅司                                 |
| デュマ            | ギイ・メレッス                 | 上田敏也                                 |
| 検事総長          | ジョルジュ・ルーキエ           | 村松康雄                                 |
| 不明 その他       | N/A                            | 清川元夢 谷口節 城山知馨夫 糸博 松岡文雄 |
| 日本語スタッフ    |                                |                                          |
| 演出              |                                |                                          |
| 翻訳              |                                |                                          |
| 効果              |                                |                                          |
| 調整              |                                |                                          |
| 制作              |                                |                                          |
| 解説              | 解説                           | 荻昌弘                                   |
| 初回放送          | 初回放送                       | 1978年11月20日 『月曜ロードショー』      |

## 受賞歴
- 第42回アカデミー賞
  - 編集賞
  - 外国語映画賞
- 第22回カンヌ国際映画祭
  - 審査員賞
  - 男優賞（ジャン＝ルイ・トランティニャン）
- 第35回ニューヨーク映画批評家協会賞
  - 作品賞
- 第27回ゴールデングローブ賞
  - 外国語映画賞
- 第4回全米映画批評家協会賞
  - 最優秀作品賞